# ドクターエッグマンのミーンビーンマシーン
- Dr.エッグマンのミーンビーンマシーン

『ドクターエッグマンのミーンビーンマシーン』 (原題：Dr. Robotnik's Mean Bean Machine, 欧州並びに英国での別題：Dr. Robotnik and His Mean Bean Machine ) は、1993年にセガより北米および欧州で発売された落ち物パズルで、ソニックシリーズのキャラクターに差し替えた『ぷよぷよ』の日本国外向けバージョンにあたる。
開発は旧・コンパイル。2000年以降、日本国内でも本作を収録したオムニバス作品が複数発売されている。

## ぷよぷよとの相違点
本作のシステムはメガドライブ版およびゲームギア版の初代『ぷよぷよ』を基にしている一方、世界観やキャラクターの設定は1993年にアメリカで放映されたアニメ『Adventures of Sonic the Hedgehog』を基にしている。本作の筋書きは、悪の科学者ドクター・ロボトニック（ドクター・エッグマンの別名）が惑星モビウスを支配するため、モビウスのビーンヴィル村の住民であるビーン達（顔付きのカラフルな豆のような生物、原作におけるぷよぷよに相当）を大量に誘拐し、ミーンビーン・スチーミング・マシーンでどんどんロボットに改造しようとするというもの。
ただし、本作にはソニックは登場せず、主人公はロボトニックがビーンを改造して作ったロボットの1体「ハズビーン（Has Bean）」となっている 。彼は原作『ぷよぷよ』のマスコットキャラクターのカーバンクルに相当するが、本作では元は村の陽気なビーンのひとりだったが、既にロボトニックの手でロボットに改造されてしまったという設定になっている。彼はロボトニックの計画を阻止するため、悪のロボット軍団と闘いながら、改造マシーンに送り込まれるビーン達を大量に逃がして救出し、ロボトニックの野望を打ち砕く。ゲーム内ではストーリーデモで彼の姿は登場せず、対戦中は原作のカーバンクルと同じく画面中央で踊っている。
シナリオモードは、『ぷよぷよ』での「ひとりでぷよぷよ」とは異なりステージ選択や練習ステージが無く、全13ステージとなっている。その代わりにパスワード制を採用しており、コンピュータ戦で勝利した時に出現するパスワード（4つのビーンズを並べたもの）を入力することで続きからプレイが可能となる。このパスワードは、4種類の難易度設定によってそれぞれ異なる物が、ステージ2から13までの分で合計48パターン存在し、この他に特殊な効果を起こすパスワードも数種類存在する。
音楽の多くは独自のものが使われているが、『ぷよぷよ』のアレンジ楽曲も一部使用されている（ただし、使用される局面は原作と異なっている）。

### ゲームギア版
本作のゲームギア版は、上記のシナリオモードの相違点を除いては日本のゲームギア版『ぷよぷよ』に準じた仕様になっており、メガドライブ版にはなかった通信対戦の「GEAR TO GEAR MODE」と、「なぞなぞぷよぷよ」にあたる「PUZZLE MODE」が収録されている。会話デモは無く、ビーンの形状も全て同じグミのような形状になっている。

## ステージ
対戦中の名前のアルファベット表示は、プレイヤー側は「1P（もしくは2P）」、敵キャラクターは「DR R」で統一されている。対戦BGMは4ステージ毎に切り替わる（ステージ5 - 8はステージ1 - 4と同じBGMだがテンポが速くなる）。最終ステージのDr. Robotnikは専用BGMとなる。対戦フィールドの背景は全ステージ共通で『ぷよぷよ』のふつう・前半ステージ（岩壁）と同じもの。
1. Arms
2. Frankly - 『ぷよぷよ』の「すけとうだら」と同じ積み方で、「ぞう大魔王」のように設置時に画面が揺れる。
3. Humpty
4. Coconuts - 『ぷよぷよ』の「ハーピー」と同じ積み方を行う。
5. Davy Sprocket
6. Skweel
7. Dynamight
8. Grounder
9. Spike
10. Sir Fuzzy Logik
11. Dragon Breath - 『ぷよぷよ』の「ぞう大魔王」のように設置時に画面が揺れる。
12. Scratch
13. Dr. Robotnik

## 開発
当初、セガは『ぷよぷよ』を欧米でも発売したいと考えていたが、『魔導物語』を由来とする『ぷよぷよ』の二頭身の女の子キャラクターが、当時欧米で受け入れられなかったため、キャラクターが差し替えられたうえで発売された経緯がある。
本作と同様に、キャラクターを差し替えて日本国外向けに発売されたものとしては、スーパーファミコン版『す〜ぱ〜ぷよぷよ』のキャラクターを星のカービィシリーズのキャラクターに差し替えた『Kirby's Avalanche』および『Kirby's Ghost Trap』、オリジナルキャラクターに差し替えたWindows/Macintosh版『Qwirks』などがある。
本作は北米および欧州において1993年11月にGENESIS（メガドライブ）用ソフトとして発売された後、 ゲームギア版が北米で1993年12月および欧州で1994年1月に、 セガ・マスターシステム版が欧州のみ1994年7月26日に発売された。
後年、日本国内でも様々なソフトに本作が収録され、『ソニック メガコレクション』へ収録された際に『ドクターエッグマンのミーンビーンマシーン』の邦題が名づけられた。欧米ではWiiのバーチャルコンソールでも、メガドライブ版が2006年12月11日より800Wiiポイントで配信されている（日本では同月、代わりにメガドライブ版『ぷよぷよ』が配信された）。2010年9月14日にはSteamでのネットワーク配信販売も開始された（Windows XP以上対応）。

## 移植

### メガドライブ版
| No. | タイトル                                                                | 発売日                                           | 対応機種                                                                         | 開発元                 | 発売元                  | メディア | 型式                                                                                       | 備考                                                                       |
| --- | ----------------------------------------------------------------------- | ------------------------------------------------ | -------------------------------------------------------------------------------- | ---------------------- | ----------------------- | --- | ------------------------------------------------------------------------------------------ | -------------------------------------------------------------------------- |
| 1   | Sonic Classics 3 in 1 Sonic Compilation                                 | 1997年4月24日 1995年8月1日                       | メガドライブ                                                                     | セガ                   | セガ                    | 24メガビットロムカセット                                                                                                 | 1190 1190-50                                                                               |                                                                            |
| 2   | セガアーカイブス フロム USA Vol.2 Sega Puzzle Pack                      | 2000年7月14日 1999年                             | Windows                                                                          | コンパイル             | セガ                    | ダウンロード | HCJ-0193 85091                                                                             | タイトル表記は『DR.ロボトニク・ミーンビーンマシン』ないしUSA版『ぷよぷよ』 |
| 3   | ドリームライブラリ                                                      | 2000年6月1日                                     | ドリームキャスト                                                                 | セガ                   | セガ                    | ダウンロード (ドリームパスポート3)                                                                                       | -                                                                                          | タイトル表記は『ぷよぷよ USA版』 2003年1月31日配信・発売終了               |
| 4   | ソニック メガコレクション                                               | 2002年12月19日 2002年11月11日 2003年3月7日       | ニンテンドー ゲームキューブ                                                      | セガ                   | セガ                    | 光ディスク | DOL-P-GSOJ DOL-P-GSOE DOL-P-GSOP                                                           | タイトル表記は『ドクターエッグマンのミーンビーンマシーン』                 |
| 5   | Dr. Robotnik's Mean Bean Machine                                        | 2004年9月9日 2004年                              | メガドライブ プレイTV Arcade Legends Sega Genesis Arcade Legends Sega Mega Drive | セガトイズ             | セガトイズ Radica Games | プリインストール | 74065                                                                                      | タイトル表記は『ぷよぷよ』                                                 |
| 6   | ソニック メガコレクション プラス                                        | 2004年12月9日 2004年11月2日 2005年2月4日         | PlayStation 2 Xbox Windows                                                       | セガ                   | セガ                    | DVD-ROM | PS2: SLPM-65758 SLUS-20917 SLES-52998 Xbox: ZD6-00003 SKU-64057 INL-X06002 Win: SEGA-PC033 | タイトル表記は『ドクターエッグマンのミーンビーンマシーン』                 |
| 7   | Dr. Robotnik's Mean Bean Machine                                        | 2006年12月11日                                   | Wii                                                                              | コンパイル             | セガ                    | ダウンロード (バーチャルコンソール)                                                                                      | MACE MACP                                                                                  | 2019年1月31日配信・発売終了                                                |
| 8   | Sonic's Ultimate Genesis Collection Sega Mega Drive Ultimate Collection | 2009年2月10日 2009年2月20日                      | PlayStation 3 Xbox 360                                                           | Backbone Entertainment | セガ                    | BD-ROM（PS3） DVD-ROM（X360）                                                                                            | PS3: BLUS-30259 BLES-00475 X360: 68034 INL-XT208502                                        |                                                                            |
| 9   | Dr. Robotnik's Mean Bean Machine                                        | 2014年11月27日 2012年11月22日                    | Windows                                                                          | セガ/コンパイル        | セガ                    | ダウンロード (Steam) | 34286                                                                                      | ランチャーソフト『SEGA Mega Drive and Genesis Classics』を介してのプレイ   |
| 10  | Sega Genesis Classics                                                   | 2018年5月29日 Switch 2018年12月7日 2018年12月6日 | Linux macOS PlayStation 4 Xbox One Nintendo Switch                               | d3t セガ               | セガ                    | ダウンロード (Steam、PlayStation Store、 Microsoft Store、 ニンテンドーeショップ) BD-ROM Nintendo Switch専用ゲームカード | PS4: CUSA-10828 CUSA-09771 XBO: INL-SE10663080 Switch: HAC-P-AQGKB HAC-P-AQGKA             | -                                                                          |
| 11  | Dr. Robotnik's Mean Bean Machine                                        | 2019年9月19日 2019年10月4日                      | SEGA Genesis Mini SEGA Mega Drive Mini                                           | エムツー               | セガ                    | プリインストール | MK-16000 MK-16010                                                                          |                                                                            |
| 12  | SEGA Genesis - Nintendo Switch Online                                   | 2021年10月26日                                   | Nintendo Switch                                                                  | 任天堂 エムツー        | 任天堂                  | ダウンロード | -                                                                                          |                                                                            |

日本では発売されていない、欧州や北米限定でリリースされた事例としては、『Sonic Classics 3 in 1』（1995年、メガドライブ用）や『Sonic's Ultimate Genesis Collection』（2009年、Xbox 360、PS3用）などにもメガドライブ版が収録されている。
また、2019年9月にセガが世界同時発売した復刻系ゲーム機・メガドライブ ミニの北米版・欧州版のみにプリインストールされる42作品の一つとして収録された。なお、言語設定を日本語に切り替えることで原作である『ぷよぷよ』を遊ぶことも可能となっている。アジア版では逆に『ぷよぷよ』が収録されているが、言語設定を英語に切り替えると本作を遊ぶことが可能。
2021年10月26日、任天堂より配信された『セガ メガドライブ for Nintendo Switch Online』の欧米版『SEGA Genesis - Nintendo Switch Online』にて、本作が初期ソフトの一つとして収録された。日本版では代わりに『ぷよぷよ』が配信されている。

### ゲームギア版
| No. | タイトル                                                     | 発売日                                    | 対応機種                                                                     | 開発元         | 発売元 | メディア                                   | 型式 | 備考                                                       |
| --- | ------------------------------------------------------------ | ----------------------------------------- | ---------------------------------------------------------------------------- | -------------- | ------ | ------------------------------------------ | --- | ---------------------------------------------------------- |
| 1   | Dr. Robotnik's Mean Bean Machine                             | 1994年                                    | セガ・マスターシステム                                                       | コンパイル     | セガ   | 2メガビットロムカセット                    | 7123 |                                                            |
| 2   | ソニックアドベンチャー DX Sonic Adventure DX: Director's Cut | 2003年6月19日 2003年6月17日 2003年6月27日 | ニンテンドー ゲームキューブ                                                  | ソニックチーム | セガ   | 光ディスク                                 | DOL-P-GASJ DOL-P-GXSE DOL-P-GXSP                                                                                               | タイトル表記は『ドクターエッグマンのミーンビーンマシーン』 |
| 3   | ソニックアドベンチャー DX Sonic Adventure DX: Director's Cut | 2003年12月18日 2004年9月14日 2004年2月6日 | Windows                                                                      | ソニックチーム | セガ   | CD-ROM                                     | HCJ-0344 SEGA-PC002 | タイトル表記は『ドクターエッグマンのミーンビーンマシーン』 |
| 4   | Dr. Robotnik's Mean Bean Machine                             | 2003年                                    | Palm Tungstenシリーズ Palm Zireシリーズ                                      | コンパイル     | セガ   | ダウンロード                               | - |                                                            |
| 5   | ソニック メガコレクション プラス                             | 2004年12月9日 2004年11月2日 2005年2月4日  | PlayStation 2 Xbox Windows                                                   | セガ           | セガ   | DVD-ROM                                    | SLPM-65758（PS2） ZD6-00003（Xbox） SLUS-20917（PS2） SKU-64057（Xbox） SLES-52998（PS2） INL-X06002（Xbox） SEGA-PC033（Win） | タイトル表記は『ドクターエッグマンのミーンビーンマシーン』 |
| 6   | Dr. Robotnik's Mean Bean Machine                             | 2013年6月13日                             | ニンテンドー3DS                                                              | コンパイル     | セガ   | ダウンロード (バーチャルコンソール)        | CTR-N-GARE CTR-N-GARP |                                                            |
| 7   | ソニックオリジンズ・プラス                                   | 2023年6月23日                             | Nintendo Switch PlayStation 4 PlayStation 5 Xbox One Xbox Series X/S Windows | Headcannon     | セガ   | ダウンロード BD-ROM Switch専用ゲームカード | - | タイトル表記は『ドクターエッグマンのミーンビーンマシーン』 |

## 評価
本作は、発売時から好評を得て、GameRankingsの全5レビューの平均点は75%だった。
批評家はシステムの多面性を評価した一方、難易度やパズルゲームソフトの乱発に対しては否定的だった。
Megaのアンディ・ダイアーは、本作のコンセプトが単純であり、物足りないところが見受けられるという評価を下した 。

IGNのルーカス・トーマスはビーンたちを並べるのが楽しかったと述べつつも、本来のゲームデザインは2人対戦を想定したものではないかと推測を述べた  。
NintendoLifeのダミアン・マクファランは本作のメガドライブ版について、前述のトーマス同様に本来のゲームデザインは2人対戦を想定したものではないかと推測を述べ、一人で遊ぶ分にはすぐに飽きてしまうが、試みとしては正当なものだったと述べている。
前述の意見とは対照的な評価を下したのはGamezeboのアンドリュー・ウェブスターであり、パスワード制を採用した結果ゲームが難しくなってしまったと批判的な見解を示している。
GameSpotのアーロン・トーマスは、インターネット上で『ぷよぷよ』のクローンゲームがただで手に入るためお勧めできる作品ではないとしつつも、本作の基本システムやゲームモードの多様さ、難易度が段階的に上がる点に対しては肯定的な評価を下した 。

Eurogamerのクリスタン・リードは本作を「完全に悪びれたところのない『ぷよぷよ』の焼き直し」と呼び、ソニックシリーズの人気を高めるためにセガがキャラクターの差し替えを行ったのではないかと思ったとしつつも、ゲームシステムは堅調ではまってしまったとも述べている。
Jeuxvideo.comではあるレビュワーが「豆をくっつけて消すというコンセプトは目新しいものではないが落ち物好きを満足させられる」と述べ、本作のオリジナリティに疑問を示した。

Computer and Video Gamesのアマンダ・ティッピングは本作はテトリス同様中毒性があって頭を使う作品であり、テトリスとは対照的にカラフルで気に入っていると述べた。
ゲームギア版に対しては好意的な評価が寄せられた。NintendoLifeのRon DelVillanoは3DS向けに移植されたゲームギア版の記事の中で、モードの多様さを評した一方、ゲームの音楽が多様性に欠けるとした。DelVillanoはゲームギア版のグラフィックが記事を執筆した2013年の時点では未熟に見えるものの、パズルゲームにそこまで派手なビジュアルは不要であるとしている

Joypadのレビュワーの中にもDelVillanoと同様の意見を持つ者がおり、「パズルゲームとして見た場合はふつうなのはわかるが、本作のグラフィックは楽しさを感じるようなものではないが」という評価を下した。

Nintendo World ReportのNeal Ronaghanはゲームギア版はハマりやすく、パズルを中心としたシステムを楽しむことはできるが、ゲームギアというハードウェアの制約によって楽しみが減っていると評した。

## 関連作品
- ソニックマニア - ケミカルプラントゾーンのACT2のボス戦が本作をベースにした『ぷよぷよ』形式の対戦となっている他、条件を満たすと単体でミニゲームの「MEAN BEAN」モードとして対CPU戦、対人戦共に遊ぶことができる。
- ぷよぷよテトリス2 - 2021年1月14日配信のアップデートで、ソニックがプレイヤーキャラクターとして追加された。